# Megaphobema peterklaasi
Megaphobema peterklaasi är en spindelart som beskrevs av Schmidt 1994. Megaphobema peterklaasi ingår i släktet Megaphobema och familjen fågelspindlar.
Artens utbredningsområde är Costa Rica. Inga underarter finns listade i Catalogue of Life.